# Wspólnota administracyjna Thurmansbang
Wspólnota administracyjna Thurmansbang – wspólnota administracyjna (niem. Verwaltungsgemeinschaft) w Niemczech, w kraju związkowym Bawaria, w rejencji Dolna Bawaria, w regionie Donau-Wald, w powiecie  Freyung-Grafenau. Siedziba wspólnoty znajduje się w miejscowości Thurmansbang.
Wspólnota administracyjna zrzesza dwie gminy wiejskie: 
- Thurmansbang, 2 390 mieszkańców, 32,94 km²
- Zenting, 1 171 mieszkańców, 21,76 km²